# هیده‌کازو تاناکا
هیده‌کازو تاناکا (انگلیسی: Hidekazu Tanaka؛ زادهٔ ۴ ژوئن ۱۹۸۷) موسیقی‌دان اهل ژاپن است. وی بین سال‌های ۲۰۱۰ تا ۲۰۲۲ میلادی فعالیت می‌کرد.